# ブラインド・レモン・ジェファーソン

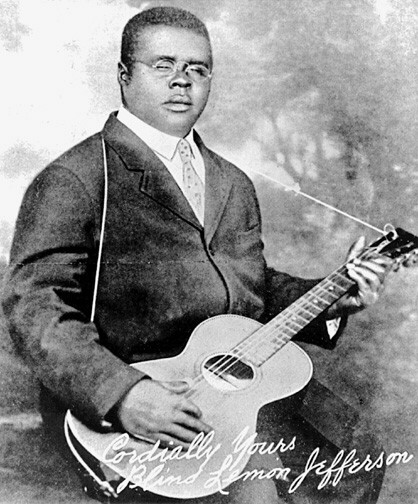
ブラインド･レモン･ジェファーソン(1926年）

ブラインド・レモン・ジェファーソン (Blind Lemon Jefferson 1893年9月24日 - 1929年12月19日) は、アメリカ合衆国で1920年代に活動したブルース歌手である。いわゆる戦前ブルース、カントリー・ブルースの代表格のひとりとして知られる。ライトニン・ホプキンズ、T-ボーン・ウォーカーなど、後進のアーティストにも大きな影響を与えている。

## 来歴
ジェファーソンの生涯については、いまだ不明な点が多い。生まれた年についても、諸説がある。かつては1897年7月生まれ説が広く知られていたが、ジェファーソン自身は徴兵資料に1894年生まれと記載していた。しかし、1893年生まれとの記載がある1900年の国勢調査記録が、生誕100年が経ってから見つかり、今では1893年生まれ説が最も有力である。
いずれにせよ、ジェファーソンは、テキサス州カウチマンにアレックスとクラリーサ・ジェファーソンの7番目の子供として生まれた。生まれながらの盲目だった。
10代でギターを始め、ピクニックやパーティーに出演するようになっていった。1917年にダラスに移り住み、ここでまだ無名時代のレッドベリーに出会った。彼がジェファーソンに感銘を受けたのは、のちに"Blind Lemon's Blues"などの曲を歌っていることからも明らかである。
1920年代前半には結婚をし、子供ももうけている。その一方で、ジェファーソンはミシシッピ州など南部を旅しながら演奏活動を続けた。1925年、テキサス州でデモ録音をする機会に恵まれ、それを機にイリノイ州シカゴのパラマウント・レコードで初のレコーディングをしている。とは言えその内容はブルースではなくゴスペルであり、名義もディーコンL.J.ベイツなる変名であった。
翌年3月、2回目となる録音でようやく自己名義でブルースを演奏。"Dry Southern Blues"など4曲を吹き込んだ。以後1929年までの約4年の間にジェファーソンは、100曲ほどをレコーディングしている。中でも"Matchbox Blues"、"See That My Grave Is Kept Clean"などは広く知られるようになった楽曲である。後者はボブ・ディランがデビュー・アルバムで取り上げた。また、カール・パーキンスの"Matchbox"はジェファーソンの"Matchbox Blues"を基にしたものである。
シカゴで行われるレコーディングのため故郷を空けることも多くなったジェファーソンだが、地元のテキサス州に戻ったり、また南部一帯の巡業も続けた。
しかし、順調に活動を続けていた矢先の1929年12月、ジェファーソンはシカゴで急逝する。嵐の中で遺体となって発見されたのだが、その死については記録がなく、正確な死亡日も含め詳細は現在も判っていない。毒殺された、交通事故死だった、寒さの中で心臓発作を起こしたなど、様々な説があるがいずれも噂の域を出ていない。

## ディスコグラフィー
- 1985年 King of the Country Blues (Yazoo)
- 1991年 The Complete Recorded Works (Document)